# Cavite-muiterij

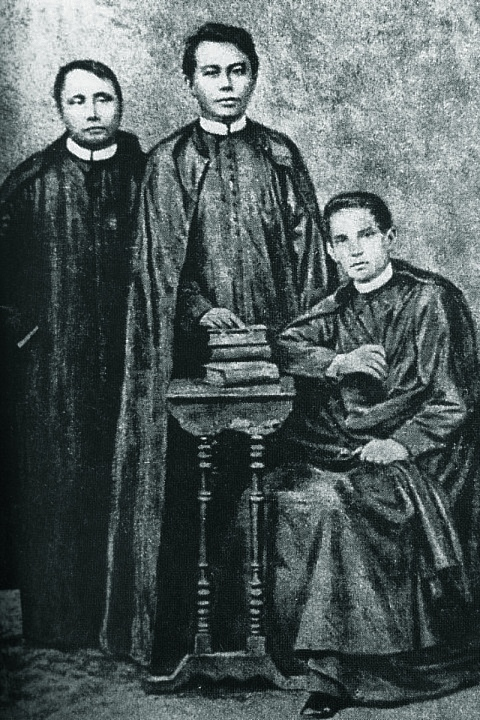
De drie priesters

De Cavite-muiterij was een kortdurende opstand van het Filipijnse personeel van Fort San Felipe, het Spaanse arsenaal in de Filipijnse stad Cavite, op 20 januari 1872. Ongeveer 200 soldaten en arbeiders namen deel aan deze opstand met als doel het initiëren van een landelijke opstand tegen de Spaanse koloniale regering. De muiterij werd echter snel en hard onderdrukt door de Spanjaarden. Diverse opstandelingen werden geëxecuteerd. De berechting en executie van de drie Filipijnse priesters Mariano Gómez, José Burgos en Jacinto Zamora, die onterecht beschuldigd werden van betrokkenheid bij de opstand, droeg bij aan het ontstaan van de Filipijnse onafhankelijkheidsbeweging. De drie priesters werd door hun executie martelaren voor de Filipijnse bevolking.

## Oorzaak van de muiterij
Een jaar voor de muiterij in Cavite was Rafael de Izquierdo aangetreden als nieuwe gouverneur-generaal van de Filipijnen. Izquierdo nam direct na zijn aantreden enkele harde en impopulaire maatregelen met betrekking tot het leger. De directe aanleiding voor de opstand van de Filipijnse soldaten in Cavite was echter het besluit van Izquierdo dat de Filipijnse soldaten voortaan net als andere Filipino’s onder Spaans gezag belastingen moesten gaan betalen. Daarnaast dienden ze ook net als de rest een bepaalde periode per jaar voor de Spaanse koloniale overheid voor een zeer geringe vergoeding werk verrichten. Op 20 januari 1872 was het betaaldag voor de soldaten in het Spaanse Fort San Felipe in Cavite. Van het salaris dat de soldaten ontvingen was de te betalen belasting afgetrokken. Daarnaast was het bedrag dat betaald moest worden voor de vrijstelling van de gedwongen arbeid er ook nog van afgehaald. 